# 페루자 대학교
페루자 대학교(이탈리아어: Università degli Studi di Perugia, UNISA)는 이탈리아 페루자에 위치한 대학교이다. 교황 클레멘스 5세에 의해서 1308년에 세워졌다.
페루자 대학교의 공식 직인에는 페루자 시의 수호 성인인 성 헤르쿨라노의 초상화와 상징인 성이난 왕관을 쓴 그리핀이 있으며, 이 두 상징은 제 각기 기독교와 페루자 시의 힘을 상징하며, 이는 중세시대에 대학교에 내려진 것이다.

## 저명한 교수진과 동문생
교수:
- 루카 파촐리 - 회계의 아버지
- 야코부스 데 벨비소 - 법학자
- 요안네스 안드레아스 - 교회법 학자
- 치노 다 피스토이아(1270-1336) - 시인, 법학자
- 바르톨로 다 사소페라토, (1314–27), famous civil jurist
- 발도 델리 우발디, (its figure is represented on all diplom certificates)
- 젠틸레 다 폴리뇨 - 수학자
- 알베리코 젠틸리 - science of international law의 창시자
- 프란체스코 델라 로베레 (식스토 4세)
- 안니발레 마리오티 - 수학자
- 안니발레 베키 - 약학자
- 도메니코 브루스키 - 식물학자
- 베르나르도 데사우 - 물리학자
- 주세페 안티노리 - 그리스 로마 학자
- 프란체스코 코폴라 - 정치가

학부생:
- 니콜라오 4세
- 그레고리오 11세
- 인노첸시오 7세
- 마르티노 5세
- 비오 3세
- 율리오 2세
- 율리오 3세
- 우르바노 7세
- 그레고리오 14세
- 클레멘스 8세
- 바오로 5세
- 루제로 오디 - 수학가
- 미카엘 장, 전 캐나다의 총독이자 현 프랑코포니 사무 총장
- 모니카 벨루치 - 배우
- 수지 로톨로
- 피에르 파올로 판돌피

## 같이 보기
- 페루자